# Городец (Столинский район)
Городец (бел. Гарадзе́ц), также(бел. Гарадэ́ц) — деревня в Лядецком сельсовете Столинского района Брестской области Беларуси.

## География
Деревня находится в 50 километрах на северо-восток от Столина, в 290 километрах от Бреста, в 40 километрах от железнодорожной станции Горынь на линии Лунинец-Сарны.

## Транспорт
Через деревню проходит местная дорога H613.

## История
В конце 18 века — село, 10 дворов, принадлежало, по частям Паньховским, Хилькевичам, Чаславским. В середине 19 века — деревня, входила в состав имения Городец Киневичей. На 1870 год и в начале 20 века — в Хорской волости Мозырского уезда Минской губернии Российской империи. В начале 20 века имелись церковь и часовня. Рядом находился фольварок Городец.
В 1918—1939 в составе Польша. Деревня в Хорской сельской гмине Лунинецкого повета Полесского воеводства.
С 1939 года в БССР. С 12.10.1940 в Лядецком сельсовете Давид-Городокского района Пинской области. 
В Великую Отечественную войну оккупирован немецкими войсками с июля 1941 по июль 1944. После войны деревня была в колхозе имени Ленина, потом в колхозе «Лядзецкi».

## Население[4]
- В начале XX века — 44 дворов, 360 жителей.
- В 1921 году — 69 домов, 417 жителей, из них 409 белорусов.
- В 1939 году — 75 домов, 456 жителей.
- В 1970 году — 511 жителей.
- В 2005 году — 123 домохозяйства, 261 житель.[4]
- В 2009 году — 229 жителя.